# Dobrotești
Dobrotești es una comuna ubicada en el distrito de Teleorman, Rumania.

## Superficie
Posee una superficie de 106,1 kilómetros cuadrados.

## Demografía
Hasta 2021 la población era de 3845 habitantes, con una densidad de población de 36,24 habitantes por kilómetro cuadrado.